# Cubaris depressa
Cubaris depressa is een pissebed uit de familie Armadillidae. De wetenschappelijke naam van de soort is voor het eerst geldig gepubliceerd in 1896 door Dollfuss.